# Martin Wigger
Martin Wigger (* 22. April 1964) ist ein deutscher und schweizerischer Dramaturg, Kurator und Theaterleiter. Er lebt und arbeitet in Zürich und Berlin.

## Leben
Wigger studierte Altertumswissenschaften an den Universitäten Marburg, Berlin und Hamburg, Dramaturgie an der Hochschule der Künste (HdK) Berlin und Theologie an der Universität Zürich.
Nach seiner Tätigkeit als Dramaturg am Landestheater Tübingen (LTT) und am Staatsschauspiel Dresden leitete er den «Neubau», ein Erst- und Uraufführungstheater im Kleinen Haus am Staatsschauspiel Dresden (ab 2005), mit Markus Heinzelmann das Theaterhaus Jena (ab 2007), mit Tomas Schweigen das Schauspiel am Theater Basel (ab 2012). Seit 2015 ist er Leiter des Kulturhauses Helferei in Zürich.
Martin Wigger wird vertreten durch die Agentur Hilde Stark in Berlin.

## Dramaturgie
In seiner Theaterarbeit legt Martin Wigger einen besonderen Schwerpunkt auf Autoren- und Projekttheater, ausserdem beschäftigen ihn Fragen nach neuen Formen und Strukturen des Theaters, gerade durch direkte Zusammenarbeiten mit Personen oder Teams, die nach aktuellen künstlerischen wie politischen Auseinandersetzungen suchen. Zu den Autoren gehören Margareth Obexer (Der Zwilling), Rebekka Kricheldorf (Neues Glück mit totem Model)  oder Gabriel Vetter (Der Park). Feste Arbeitskontexte haben sich mit den Regisseuren Amélie Niermeyer, Barbara Weber, Ulrike Quade, Markus Heinzelmann, Elias Perrig und Tomas Schweigen ergeben.
Seit 2019 ist er im Vorstand des interkulturellen Festivals About us in Zürich. 

## Kuration
Wigger leitet und kuratiert seit Herbst 2015 das Kulturhaus Helferei in Zürich (über 500 Veranstaltungen pro Jahr in den Genres Theater, Performance, Tanz, Musik, Literatur, Film etc.). Kooperations- und Netzwerkarbeit mit der ganzen Stadt Zürich, aber auch genauso mit vielen internationalen Partnern und Institutionen steht dabei im Vordergrund. Arbeitspartner sind unter anderem Andreas Liebmann, Martin Schick, Harald Schmidt, Dominik Locher, Volker Hesse.

## Unterrichtstätigkeit
Wigger unterrichtet regelmäßig im Fachbereich Theater an der Hochschule der Künste Bern (HKB) und im Fachbereich Dramaturgie an der Hochschule für Musik und Theater «Felix-Mendelssohn Bartholdy» in Leipzig.
Neben vielen anderen Beiträgen in Theatermagazinen veröffentlicht er 2020 gemeinsam mit Frank Schubert in Theater der Zeit den Band «Wer bin ich wenn ich spiele».